# Polistes apicalis
Polistes apicalis är en getingart som beskrevs av Henri Saussure 1858. Polistes apicalis ingår i släktet pappersgetingar, och familjen getingar. Inga underarter finns listade i Catalogue of Life.